# Machaeranthera
 Machaeranthera  Nees., 1832 è un genere di piante angiosperme dicotiledoni della famiglia delle Asteraceae, sottofamiglia Asteroideae, tribù Astereae (North American lineage) e sottotribù Machaerantherinae.

## Etimologia
Il nome dei genere deriva da due parole greche: "machaer" (= piccola spada) e "anthera" (= antera), ossia ''antere simili a pugnali".
Il nome scientifico del genere è stato definito dal botanico Christian Gottfried Daniel Nees von Esenbeck (1776-1858) nella pubblicazione " Genera et Species Asterearum" (Gen. Sp. Aster. 224) del 1832.

## Descrizione

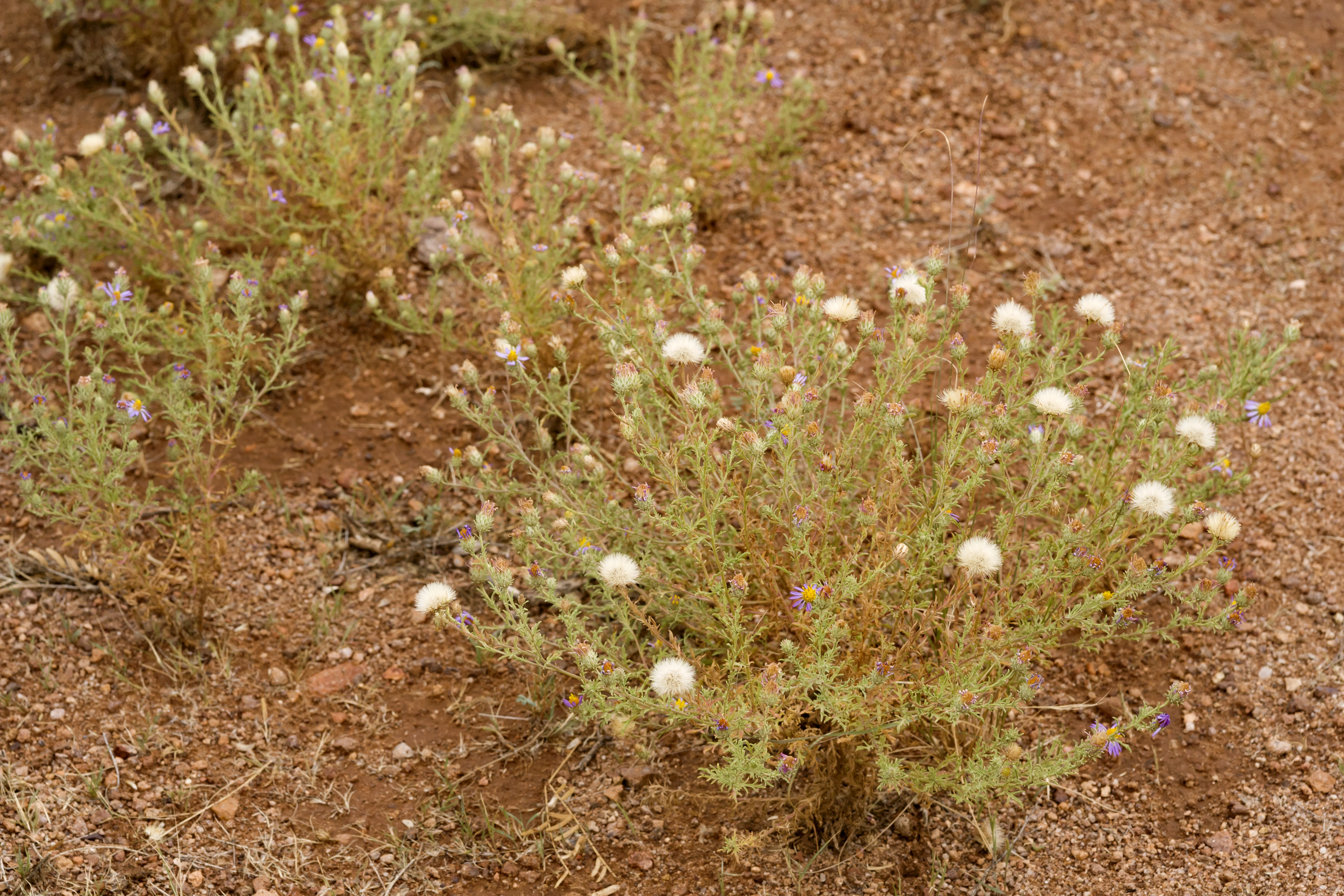
Il portamento
Machaeranthera tanacetifolia

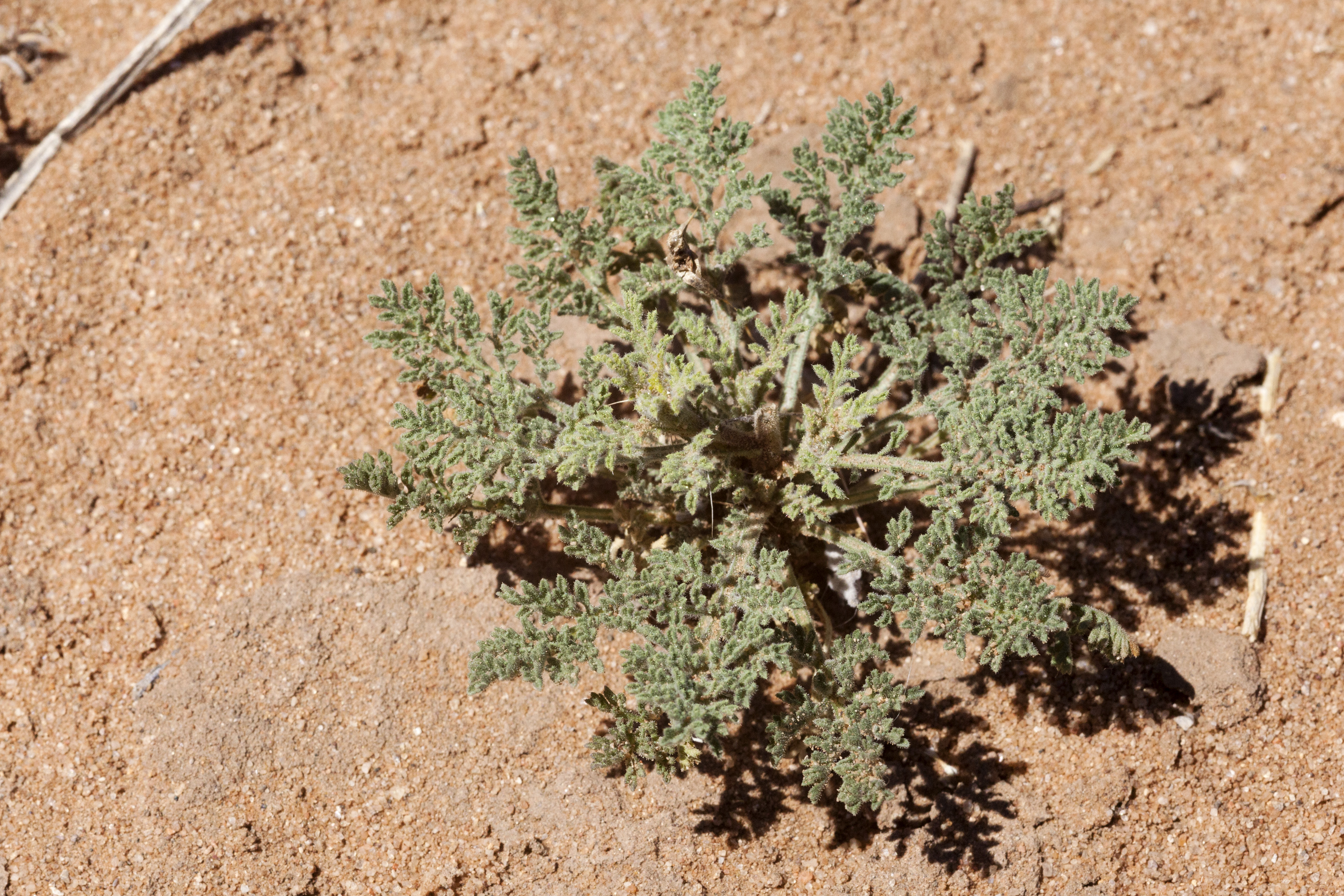
Le foglie
Machaeranthera tanacetifolia

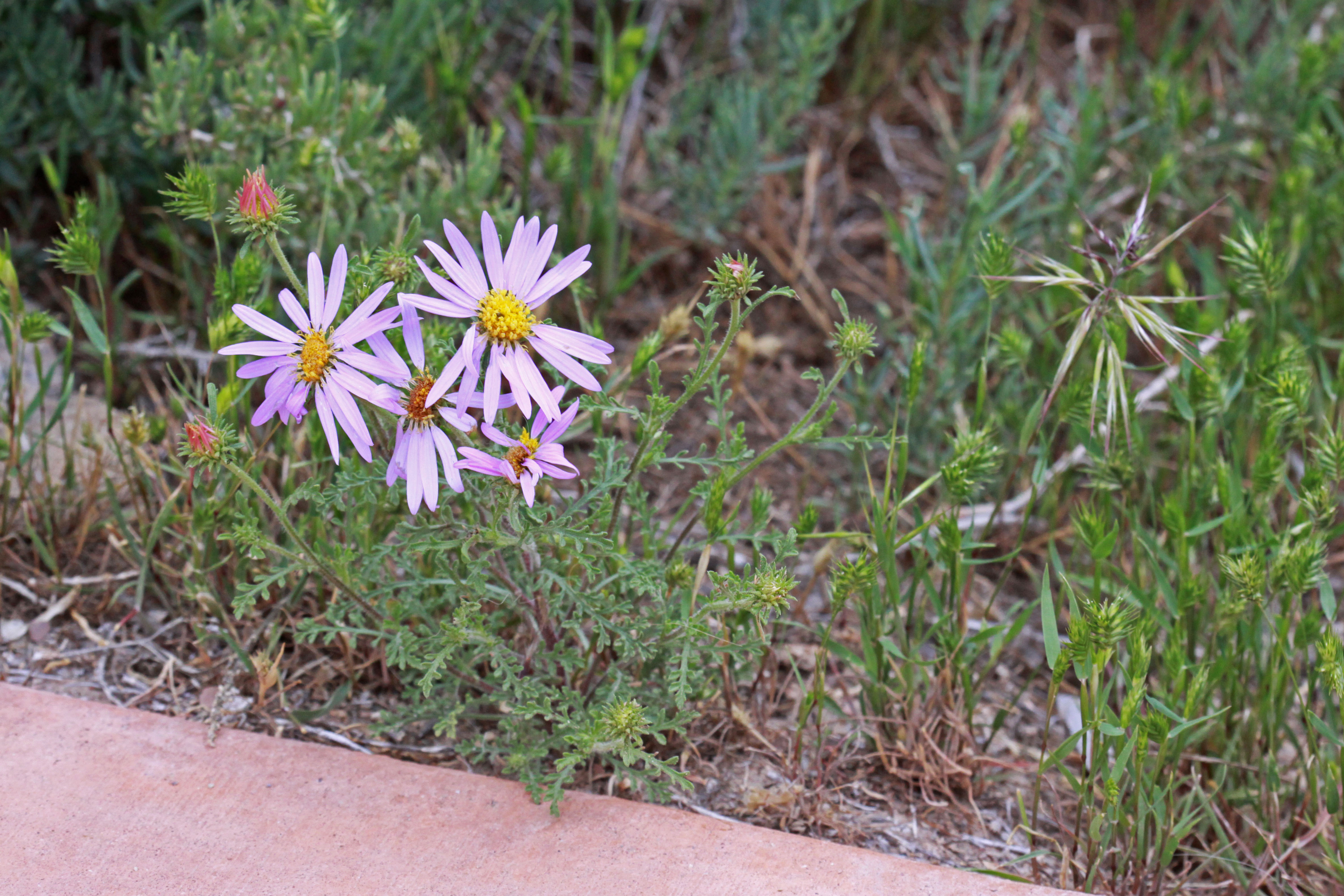
Infiorescenza
Machaeranthera tanacetifolia

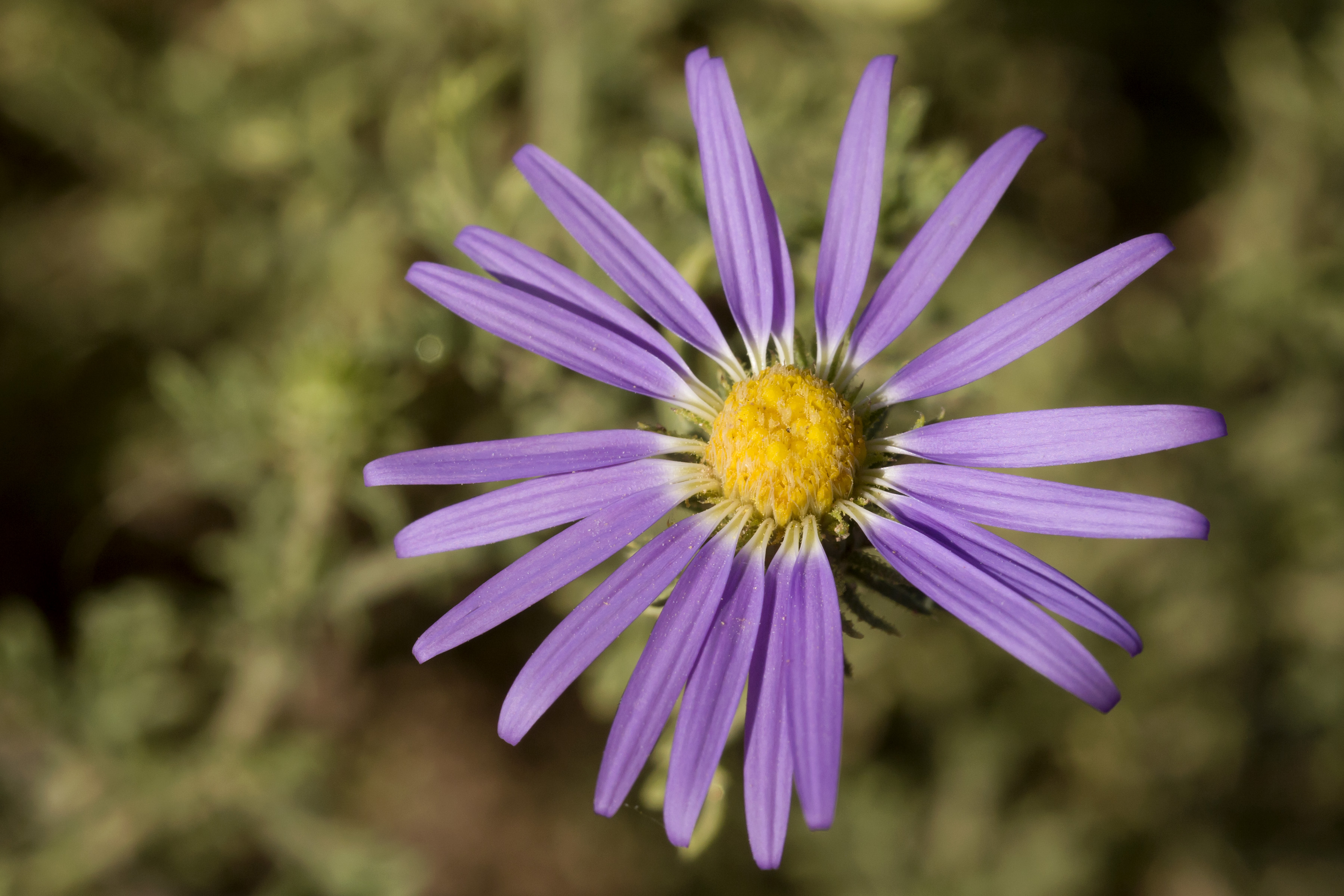
I fiori
Machaeranthera tanacetifolia

Portamento. Le specie di questo genere hanno un ciclo biologico annuale o brevemente perenne con habitus erbaceo. Le superfici sono glabre oppure pubescenti anche ghiandolose (stipitato-ghiandolose).
Fusto. La parte aerea varia da eretta a ascendente, molto ramosa. Altezza media: 5 - 100 cm.
Foglie. Le foglie lungo il caule sono disposte in modo alternato e sessile; le foglie, con forme da lanceolate a ellittiche, sono profondamente 1-2- pennatifide con denti o lobi apicali acuti e provvisti di punte setolose lunghe 0,2 – 1 mm. Le foglie basali alla fioritura sono appassite.
Infiorescenza. Le sinflorescenze sono sia scapose (capolini solitari) che composte da diversi capolini raccolti in formazioni panicolose. Le infiorescenze vere e proprie sono composte da un capolino terminale peduncolato di tipo radiato con fiori eterogami. I capolini sono formati da un involucro, con forme da turbinate a emisferiche, composto da 24 - 80 brattee, al cui interno un ricettacolo fa da base ai fiori di due tipi: fiori del raggio e fiori del disco. Le brattee, carenate, da appressate a patenti o riflesse e a consistenza erbacea (con base indurita e margini scariosi), sono disposte in modo più o meno embricato e scalato su 3 - 6 serie. Il ricettacolo (senza pagliette) bucherellato, a protezione della base dei fiori ha delle forme piatte o convesse. Lunghezza dei peduncoli: 5 - 30 mm. Dimensione degli involucri: 5 - 11 x 10 - 18 mm.
Fiori.  I fiori sono tetra-ciclici (formati cioè da 4 verticilli: calice – corolla – androceo – gineceo) e pentameri (calice e corolla formati da 5 elementi). Si distinguono in:
- fiori del raggio (esterni): da 8 a 40 per capolino, sono femminili e sono disposti su 1 - 2 serie; la forma è ligulata (zigomorfa);
- fiori del disco (centrali): sono più numerosi (da 14 a 160) con forme brevemente tubulose (attinomorfe); sono ermafroditi.

- Formula fiorale:

*/x K {\displaystyle \infty }, [C (5), A (5)], G 2 (infero), achenio
- Calice: i sepali del calice sono ridotti ad una coroncina di squame.

- Corolla: 
  - fiori del raggio: la forma della corolla alla base è più o meno tubulosa, mentre all'apice è ligulata; la ligula, contorta, può terminare con alcuni denti; il colore è bianco, porpora o blu;
  - fiori del disco: la forma è imbutiforme-tubulare bruscamente divaricata in 5 lobi; i lobi, eretti, hanno una forma triangolare; il colore è giallo.

- Androceo: l'androceo è formato da 5 stami sorretti da filamenti generalmente liberi; gli stami sono connati e formano un manicotto circondante lo stilo; le teche (produttrici del polline) alla base sono troncate e sono lievemente auricolate (molto raramente sono speronate o hanno una coda); le appendici apicali delle antere hanno delle forme piatte e lanceolate; il tessuto endoteciale (rivestimento interno dell'antera) è quasi sempre polarizzato (con due superfici distinte: una verso l'esterno e una verso l'interno). Il polline è sferico con un diametro medio di circa 25 micron;  è tricolporato (con tre aperture sia di tipo a fessura che tipo isodiametrica o poro) ed è echinato (con punte sporgenti).

- Gineceo: l'ovario è infero uniloculare formato da 2 carpelli. Lo stilo (il recettore del polline) è profondamente bifido (con due stigmi divergenti) e con le linee stigmatiche marginali separate. I due bracci dello stilo hanno una forma da lanceolata a deltoide e possono essere papillosi o ricoperti da ciuffi di peli.

Frutti. I frutti sono degli acheni con pappo: il corpo, con 4 - 9 (fino a 18) nervature longitudinali, ha la forma obovata-compressa e superficie strigosa. Le setole del pappo, appuntite, appiattite e sovrapposte alla base, sono da 30 a 80 disposte su 1 – 3 serie e graduate in altezza.

## Biologia
Impollinazione: l'impollinazione avviene tramite insetti (impollinazione entomogama tramite farfalle diurne e notturne).

Riproduzione: la fecondazione avviene fondamentalmente tramite l'impollinazione dei fiori (vedi sopra).

Dispersione: i semi (gli acheni) cadendo a terra sono successivamente dispersi soprattutto da insetti tipo formiche (disseminazione mirmecoria). In questo tipo di piante avviene anche un altro tipo di dispersione: zoocoria. Infatti gli uncini delle brattee dell'involucro (se presenti) si agganciano ai peli degli animali di passaggio disperdendo così anche su lunghe distanze i semi della pianta. Inoltre per merito del pappo il vento può trasportare i semi anche a distanza di alcuni chilometri (disseminazione anemocora).

## Distribuzione e habitat
Le specie di questo genere sono distribuite in America del Nord parte occidentale (dal Messico al Canada).

## Sistematica
La famiglia di appartenenza di questa voce (Asteraceae o Compositae, nomen conservandum) probabilmente originaria del Sud America, è la più numerosa del mondo vegetale, comprende oltre 23.000 specie distribuite su 1.535 generi, oppure 22.750 specie e 1.530 generi secondo altre fonti (una delle checklist più aggiornata elenca fino a 1.679 generi). La famiglia attualmente (2021) è divisa in 16 sottofamiglie; la sottofamiglia Asteroideae è una di queste e rappresenta l'evoluzione più recente di tutta la famiglia.

### Filogenesi
La tribù Astereae (una delle 21 tribù della sottofamiglia Asteroideae) comprende circa 40 sottotribù. In base alle ultime ricerche nella tribù sono stati individuati (provvisoriamente) 5 principali lignaggi:
- Basal grade: include alcuni generi isolati, il gruppo "South American-Oceania",  alcune sottotribù africane e il gruppo dei generi legnosi del Madagascar.
- Bellis lineage: comprende le sottotribù eurasiatiche e una sottotribù africana.
- Aster lineage: include i generi asiatici di Asterinae e i principali gruppi dell'Australia e dell'Oceania.
- Baccharis lineage: include alcuni gruppi sudamericani.
- North American lineage: include la vasta gamma di sottotribù del Nordamerica, Messico e alcuni gruppi distribuiti nel Sudamerica.

Il genere  Machaeranthera (insieme alla sottotribù Machaerantherinae) è incluso nel lignaggio "North American lineage". Attualmente la sottotribù è suddivisa in 5 gruppi informali: Basal grade - Machaeranthera group - Haplopappus group - Xanthocephalum group - Lessingia group. Questo genere si trova nel "Machaeranthera group". In particolare con il genere Oonopsis forma un "gruppo fratello".
I caratteri distintivi del genere sono:
- le piante hanno un ciclo biologico annuale;
- le foglie sono profondamente 1-2- pennatifide con denti o lobi apicali acuti e provvisti di punte setolose lunghe 0,2 – 1 mm;
- il pappo è formato da setole appuntite, appiattite e sovrapposte alla base.

Il numero cromosomico delle specie di questo genere è: 2n = 8.

### Elenco delle specie
Questo genere ha 2 specie:
- Machaeranthera tagetina Greene
- Machaeranthera tanacetifolia  (Kunth) Nees